# Cerecedo (Cudillero)
Cerecedo (en asturiano: El Zreicéu) es una casería española de la parroquia de San Juan de Piñera, perteneciente al municipio de Cudillero, en la comunidad autónoma de Asturias.

## Toponimia
El lugar puede encontrarse referido como Cerecedo y El Zreicéu.

## Historia
Hacia mediados del siglo XIX, el lugar, ya por entonces perteneciente a la parroquia de San Juan de Piñera del municipio de Cudillero, tenía contabilizada una población de 34 habitantes. Aparece descrito en el sexto volumen del Diccionario geográfico-estadístico-histórico de España y sus posesiones de Ultramar de Pascual Madoz con las siguientes palabras:

CERECEDO: l. en la prov. de Oviedo, ayunt. de Cudillero y felig. de San Juan de Piñera (V.): pobl. 8 vec. y 34 almas.
(Madoz, 1847, p. 326)

En 2023, la entidad singular de población de Cerecedo tenía empadronados 34 habitantes, todos ellos en el núcleo de población de ese nombre.